# Aley
Aley (în arabă عاليه A'alay) este o stațiune climaterică din zona Muntelui Liban în Liban. Localitatea este așezată pe dealuri la o altitudine de 913-1000 metri deasupra nivelului mării, la 17 km nord de Beirut și câțiva kilometri sud de Bhamdun.
Este capitala districtului Aley (Kada A'alay) și unul din cele mai importante orașe din Liban.În anul 2012 avea 46 269 locuitori. În timpul verii populatia lui se dublează cu turiști și rezidenți care posedă locuințe în localitate.
A fost supranumită „Capitala munților” (عاصمة الجبل 'Asimat al Jabali), „Mireasa verii” (Erus al Masaif), uneori și orașul ceței (Medinat a-dhabab)

### Numele
Originea numelui orașului este un cuvânt semitic, posibil arameic, însemnând „loc înalt”, fiind legată de situația lui pe înălțimi. 

### Clima
Clima predominantă la Aley este cea mediteraneană, vremea fiind similară cu cea din  celelalte sate și orașe de pe Muntele Liban: iarna cu ninsori și ploi (cantitatea de precipitații pe Muntele Liban este de 1500 mm), în timp ce vara este călduță și agreabilă. De aceea Aley este supranumit „Mireasa verii.”

### Demografia
Locuitorii așezării sunt libanezi druzi, care sunt majoritatea locuitorilor născuți în oraș, precum și creștini maroniți, melkiți (greco-catolici) și ortodocși. Se consideră că Aley este cel mai mare oraș druz din lume. Numeroși oameni înstăriți din statele arabe din Golful Persic posedă case de vară în Aley, unde se retrag pentru a scapa de caldura și umiditatea excesivă din țările lor, Vara este vizibilă ponderea oaspeților musulmani din lumea arabă. În trecut a existat la Aley și o mică comunitate evreiască care a sosit aici împreună cu druzii, care în 1860 au fost nevoiți sa părăsească Deir al Kamar, după măcelul comis împotriva creștinilor de pe Muntele Liban și după intervenția franceză în zonă. Sinagoga lor, construită în 1895 de către Ezra Anzarut, evreu originar din Alexandria, se afla în Souk Aley.

### Istoria
La sfârșitul epocii otomane,în 1892-1895  Aley a câștigat importanță devenind un nod important al căii ferate a Muntelui Liban, care lega Beirutul de Damasc. Calea ferată a permis locuitorilor Beirutului să ajungă mai ușor în munți,și să-și petreacă acolo lunile de vară.
Și guvernatorul otoman al zonei și-a stabilit la Aley vila sa de vară. Jamal pașa s-a stabilit aici cu diwanul său, Din porunca sa au fost executati aici mai mulți luptători pentru independența  față de otomani.
La 12 aprilie 1904 Aley a fost martorul unui accident serios de tren - Accidentul de pe linia Hauranului -  în care o parte din locomotivă a explodat, iar trenul s-a răsturnat ucigând 8 persoane și rănind alte 21. 
În 1910 s-au stabilit la Aley personalul fondator al Universitatii americane din Beirut, care a locuit aici vreme de mai mulți ani.
În octombrie 1947 s-a reunit la Aley conferința consiliului Ligii Arabe în legătură cu problema Palestinei. 
În anii 1960 în hotelurile si cazinourile din Aley s-au produs  mai multe stele ale cântecului arab, majoritatea trăind în Egipt, precum Umm Kulthum, Mohamed Abdel Wahab și Farid Al Atrash. 
În 2001  primăria a început un program de renovare a centrului orașului.

### Economia
Aley este unul din principalele obiective turistice populare din Liban și din întregul Orient Apropiat.
Orașul posedă o varietate de hoteluri, restaurante, magazine, și atracții turistice.În plus in estul localității se află un cazinou, numeroase pub-uri și cluburi de noapte. În centru  se afla bulevardul  Souk Aley decorat cu palmieri, a cărui parte estică este formată din case cu acoperișuri roșii, iar partea de vest găzduiește cafenele, restaurante cu grădină, și pub-uri.  Turismul reprezintă resursa economică principală a locuitorilor. În lungul străzii se mai pot vedea zeci de magazine de antichități și buticuri de vânzare cu amănuntul. Orașul mai are si mai multe piscine publice ca Piscine Aley, Country Club și Heritage.

### Învățământ și sănătate
Orașul numără 14 școli - 4 publice și 10 particulare. Cea mai insemnată și una din cele mai bune din Liban este Colegiul Universal din Alley (Universal College of Alley) (UCA), întemeiat în anul 1907 de către monseniorul Shebl Khoury.
Există și două universități: Universitatea Libaneză - Facultatea de Științe Economice și Administrație de afaceri, precum și Universitatea modernă de afaceri și știință MUBS. În apropiere de Aley mai află și Universitatea Balamand în localitatea Souk Al Gharb.
Aley are trei spitale: Spitalul Național (Al Watani) - cu 30 paturi, Spitalul Al Iman - cu 52 paturi, și Spitalul Al Ouyun, specializat în oftalmologie.